# Polycycnis gratiosa
Polycycnis gratiosa là một loài thực vật có hoa trong họ Lan. Loài này được Endres & Rchb.f. miêu tả khoa học đầu tiên năm 1871.